# Herozoum longulum
Herozoum longulum är en skalbaggsart som beskrevs av Thomson 1878. Herozoum longulum ingår i släktet Herozoum och familjen långhorningar.
Artens utbredningsområde är Malawi. Inga underarter finns listade i Catalogue of Life.